# A Proggy Christmas
A Proggy Christmas è il primo album in studio del supergruppo musicale The Prog World Orchestra, pubblicato nel 2012 dalla Metal Blade Records. si tratta in parte di canzoni classiche natalizie, e in parte di inediti, scritti da Bill Hubauer e Neal Morse.

## Tracce
1. Joy to the World
2. The Little Drummer Boy – 6:02
3. Oh Holy Night – 7:40
4. Frankincense – 3:45
5. Hark! The Herald Angels Sing
6. Theme for a Hero – 8:27
7. The Christmas Song - Chestnuts Roasting On An Open Fire
8. Carol of The Bells
9. Winter Wonderland
10. We All Need Some Light

## Formazione
- Bill Hubauer - flauto, trombone, voce
- Steve Hackett - chitarra
- Steve Morse - chitarra
- Paul Bielatowicz - chitarra
- Roine Stolt - chitarra
- Randy George - basso
- Pete Trewavas - basso
- Mike Portnoy - batteria